# Grégory Bourdy
Grégory Bourdy (Bordeaux, 25 april 1982) is een professioneel golfer uit Frankrijk.
Als amateur zat Bourdy in 2002 in de nationale selectie en speelde hij in de Eisenhower Trophy.

## Professional
Bourdy werd in 2003 professional. De eerste jaren speelde hij op de Alps Tour en de Challenge Tour, nu op de Europese Tour. Eind 2004, 2005 en 2006 moest hij naar de Tourschool, maar hij slaagde er steeds weer in een kaart te bemachtigen. In 2007 waren de resultaten beter. Hij won op Mallorca, werd 4de bij het Madrid Open, 8ste bij het Open de España en 7de op Madeira, en eindigde hij op de 37ste plaats van de Order of Merit. Ook in 2008 en 2009 eindigde hij in de top-50. In 2009 betekende dit dat hij op het eerste Kampioenschap van de Europese Tour in Dubai mocht spelen.

### Gewonnen

#### Alps Tour
- 2003: Open de Lyon, Open de Bordeaux
- 2005: Open International Stade Français

#### Europese Tour
- 2007: Mallorca Classic
- 2008: Estoril Open de Portugal
- 2009: UBS Hong Kong Open
- 2013: Wales Open

#### Elders
- 2011: Grand Prix Schweppes

### Teams
- World Cup: 2008, 2011